# Население на Перу
Населението на Перу през 2020 година е 32 824 358 души.

## Възрастова структура
(2007)
- 0-14 години: 8 357 533 – 30,5%
- 15-64 години: 17 289 937 – 63,1%
- над 65 години: 1 764 687 – 6,4%

(2015)
- 0-14 години – 27,9%
- 15-64 години – 65,3%
- над 65 години – 6,8%

## Расов състав
- 60,2% – метиси
- 25,7% – индианци
- 5,9% – бели
- 3,6% – негроиди
- 0,2% – други

## Език
Официални език в страната е испанският, но в районите с преобладаващо индианско население официални езици там са още кечуа и аймара.

## Религия
- 93,8% – християни (81,3% - католици, 12,5% - протестанти)
- 6,2% – други